# Fiordo di Upernavik

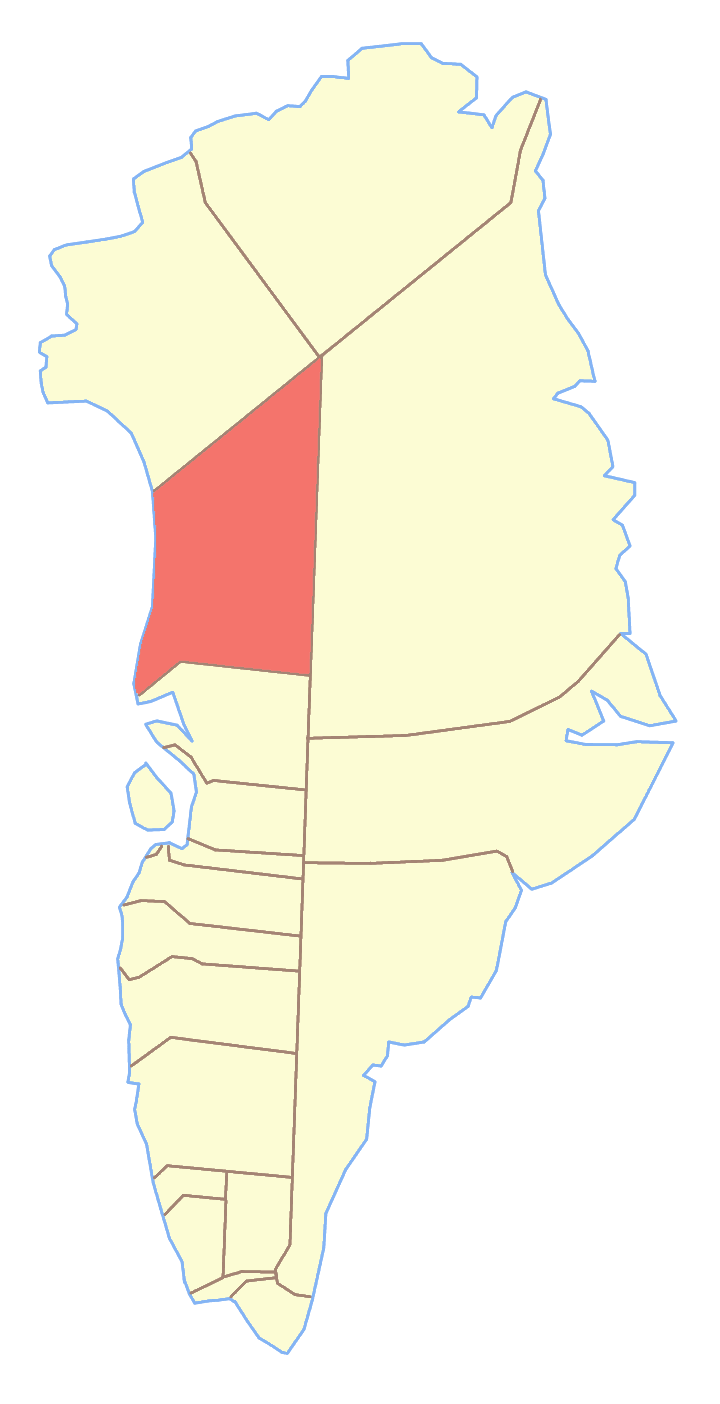
Ex comune di Upernavik, dove si trovava il fiordo di Upernavik

Il fiordo di Upernavik (danese Upernavik Isfjord o Upernivik Isfjord) è un fiordo della Groenlandia di 50 km. Si trova a 72°55'N 55°25'O; appartiene al comune di Avannaata.